# Melusine von der Schulenburg

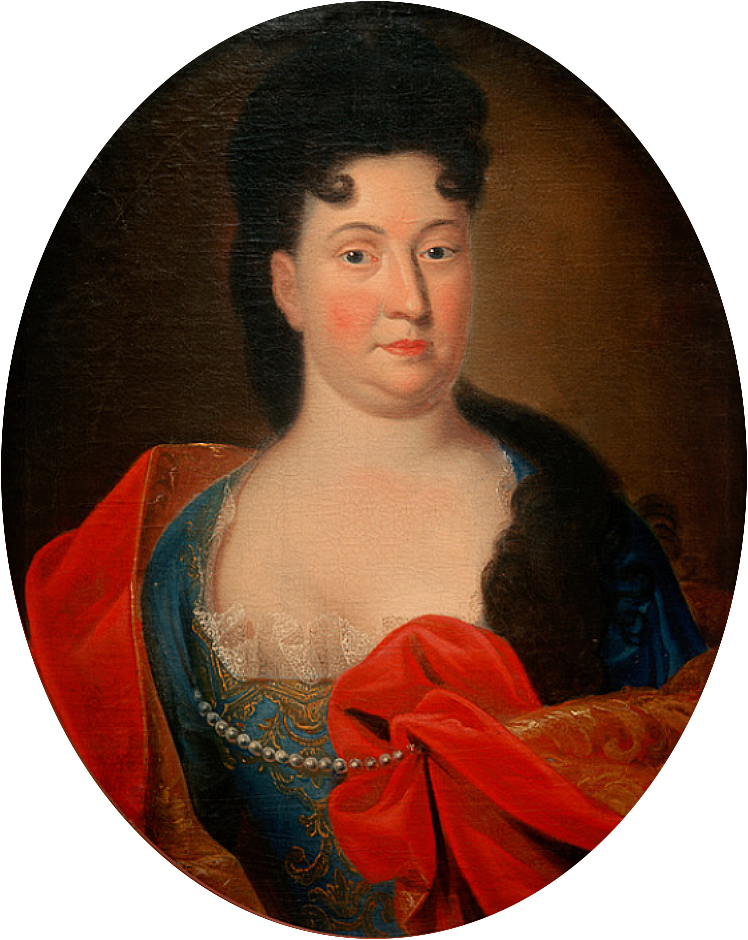
Melusine von der Schulenburg

Ehrengard Melusine Freiin (seit 1715 Gräfin) von der Schulenburg (* 25. Dezember 1667 in Emden; † 10. Mai 1743 in Kendal House, Isleworth bei Brentford) war die Mätresse des braunschweig-lüneburgischen Kurfürsten und englischen Königs Georg I. Er erhob sie 1716 zur Herzogin von Munster und 1719 zur Herzogin von Kendal. 1722 wurde sie Reichsfürstin von Eberstein.

## Leben
Melusine kam aus der altmärkischen Uradelsfamilie derer von der Schulenburg und war die Tochter von Gustav Adolf Freiherr von der Schulenburg und seiner ersten Gemahlin, Petronella Ottilie von Schwencken (1637–1674). Ihre beiden älteren Brüder waren der Feldmarschall Matthias Johann Graf von der Schulenburg und der General Daniel Bodo Graf von der Schulenburg.
Seit 1690 war sie Hoffräulein von Georgs Mutter Sophie von der Pfalz. Ein Jahr später wurde sie die Mätresse des Kurprinzen, der seit 1682 mit Sophie Dorothea von Braunschweig-Lüneburg verheiratet war. Mit Georg hatte sie mindestens drei uneheliche Kinder: Anna Luise Sophie (1692–1773), Melusina (1693–1778) und Margarete Gertrud (1701–1728).
In der Folge der Königsmarck-Affäre ließ sich Georg 1694 von seiner Ehefrau scheiden. Er wurde 1698 Kurfürst von Hannover und 1714 als Georg I. König von England. Melusine folgte ihrem Liebhaber nach England, und am 18. Juli 1716 verlieh er ihr die nicht erblichen irischen Titel Duchess of Munster, Marchioness and Countess of Dungannon, und Baroness Dundalk. Am 19. März 1719 verlieh er ihr die nicht erblichen britischen Titel Duchess of Kendal, Countess of Feversham und Baroness Glastonbury.
1722 verlieh ihr Kaiser Karl VI. auf Lebenszeit den Titel Reichsfürstin von Eberstein und gab ihr ein eigenes Wappen. Dies führte in London zu Spekulationen über eine heimliche Eheschließung zur linken Hand mit dem geschiedenen König. Sie lebte mit ihm im St James’s Palace und in Windsor Castle und erfüllte bei Hofe nahezu offiziell die Rolle einer Ehefrau. Sie besaß aber als eigenen Wohnsitz auch das Kendal House in Isleworth im London Borough of Hounslow.
Die Herzogin von Kendal war geschäftstüchtig und verkaufte in Großbritannien Titel, Ämter und Rechte (so an William Wood die Münzrechte für Irland, gegen dessen minderwertige Münzen Jonathan Swift mit seinen Drapier's Letters 1724/25 protestierte). Während der Südseeblase von 1720 erhielt sie, neben dem Finanzminister und anderen einflussreichen Personen, Bestechungsgelder von der South Sea Company, um deren Pläne zu unterstützen.
Wegen ihrer dürren Figur wurde sie in England „der Maibaum“ (the maypole) genannt, während sie in Hannover den wenig schmeichelhaften Spitznamen „die Vogelscheuche“ trug.

## Nachkommen
Ihrer Verbindung mit Georg I. entsprangen drei Töchter:
- Anna Luise von der Schulenburg (* 1. Januar 1692; † 2. Januar 1773), (ab. 10. Dezember 1722) Gräfin von Delitz, Ehefrau von Ernst August von dem Bussche-Ippenburg. Für sie ließ der König 1721 das nachmals Delitz'sche Palais in Herrenhausen errichten (heute: Fürstenhaus Herrenhausen-Museum)[5]
- Petronella Melusina von der Schulenburg (* 1. April 1693; † 16. September 1778), Countess of Walsingham, Ehefrau von Philip Stanhope, 4. Earl of Chesterfield
- Margarethe Gertrud (* 1701; † 1728), Gräfin von Oeynhausen, Ehefrau von Albrecht Wolfgang Graf zu Schaumburg-Lippe; Mutter von Graf Wilhelm

Melusines Schwester Gertrud (1659–1697), verheiratet mit Friedrich Achaz von der Schulenburg-Hehlen (1602–1661), erzog die beiden älteren Töchter offiziell als ihre eigenen Kinder, während die Schwester Margarethe (1668–1753), verheiratet mit Raben Christoph von Oeynhausen, Kammerherr und Oberjägermeister Georgs I., die jüngste aufzog. Sie wurden – anders als etwa die außerehelichen Kinder des französischen Königs Ludwig XIV. – nicht offiziell als „königliche Bastarde“ anerkannt und mit fürstlichen Titeln ausgestattet. Während das Haus Stuart – nach französischem Vorbild und in demonstrativer Gleichgültigkeit gegenüber seinen politischen Gegnern aus den Reihen der religiösen Puritaner – recht großzügig Herzogstitel an seine Bastarde verliehen hatte, übte das nachfolgende Haus Hannover, dessen dynastisches Erbrecht nicht unumstritten war, in dem vom protestantischen Pietismus geprägten 18. und 19. Jahrhundert damit eher Zurückhaltung, indem es für seine (zahlreichen) Bastarde keine Dukedoms kreierte und auch nur in seltenen Fällen Peerswürden. König Georg I. sorgte aber dafür, dass das Ehepaar Oeynhausen zum Dank von Kaiser Karl VI. 1722 in den Reichsgrafenstand erhoben wurde. Die jüngste Tochter, Margarethe Gertrud, hatte bereits im Jahr zuvor den persönlichen Grafenstand als Gräfin von Oeynhausen erhalten, um den Erbgrafen zu Schaumburg-Lippe heiraten zu können.